# 上北ふたご
上北 ふたご（かみきた ふたご、1960年8月11日 - ）は、日本の双子の漫画家姉妹。高知県高岡郡越知町出身。血液型はB型。
以前のペンネームは、上北沢ふたご、上北姉妹、上北双子。本名は姉が上北実那、妹が希沙。

## 概要
笹川ひろし事務所のアニメーターを経て、漫画家となる。
上北双子名義で、第29回赤塚賞準入選作『RED HOT』が、集英社・週刊少年ジャンプ特別編集増刊1989年Spring Specialで読切掲載される。
『プリキュアシリーズ』を『なかよし』に漫画連載、劇場作品のコミック版を単行本描きおろし、『アクビガール』を『なかよしラブリー』に連載するほか、『遊戯王デュエルモンスターズGX』のゲストモンスターデザイン担当など、アニメ関係の仕事も続ける。2008年1月より放送が開始された『ヤッターマン』（リメイク版）では、メインスタッフとしてキャラクターデザインを手掛けている。その他に『ナンクロ』雑誌の挿絵も手がける。

## 漫画作品
- 大人のないしょ話 〜トビーとエルカのドキドキ日記〜（集英社、『スーパージャンプ』） - 上北沢ふたご名義
- きまぐれマタタビシスターズ（講談社、『なかよし』・『るんるん』） - 上北沢ふたご名義
- よばれてとびでて!アクビちゃん（講談社、『なかよし』）
- プリキュアシリーズ（講談社、『なかよし』）
  - ふたりはプリキュア（単行本はほとんどが描き下ろし）
  - ふたりはプリキュア Max Heart
  - ふたりはプリキュア Splash Star
  - Yes!プリキュア5
  - Yes!プリキュア5GoGo!
  - フレッシュプリキュア!
  - ハートキャッチプリキュア!
  - スイートプリキュア♪
  - スマイルプリキュア!
  - ドキドキ!プリキュア
  - ハピネスチャージプリキュア!
  - Go!プリンセスプリキュア
  - 魔法つかいプリキュア!
  - キラキラ☆プリキュアアラモード
  - HUGっと!プリキュア
  - スター☆トゥインクルプリキュア
  - ヒーリングっど♥プリキュア
  - トロピカル〜ジュ!プリキュア（『なかよし』2021年3月号[2] - 2022年2月号）
  - デリシャスパーティ♡プリキュア
  - ひろがるスカイ!プリキュア[3]
  - わんだふるぷりきゅあ![4]
  - キミとアイドルプリキュア♪
- 映画ふたりはプリキュアシリーズ（講談社、単行本描き下ろし）
- ラブ♥ホース（講談社、『なかよし』、読み切り作品）
- ひみつのアッコちゃんμ（ミュー）（原作：赤塚不二夫　シナリオ：井沢ひろし  WEBコミックサイト「スピネル」にて2016年10月21日より配信）
- アンライバルド NAOMI天下一（構成：水野タマ 監修：大坂まり 講談社、『なかよし』2021年2月号[5] - 2022年2月号）

## キャラクターデザイン
- タイムボカンシリーズ
  - ヤットデタマン（サブキャラクターデザイン）
  - 逆転イッパツマン（サブキャラクターデザイン）
  - イタダキマン（サブキャラクターデザイン）
  - タイムボカン2000 怪盗きらめきマン[6]
  - ヤッターマン（リメイク版）
- OKAWARI-BOY スターザンS（メカデザイン、本名でクレジット）
- よろしくメカドック（竜の子アニメ技術研究所・佐久間信計と共同）
- サラダ十勇士トマトマン（橋本とよ子と共同）
- よばれてとびでて!アクビちゃん（サブキャラクターデザイン）
- 遊☆戯☆王デュエルモンスターズGX（ゲストモンスターデザイン）
- 一発必中!! デバンダー
- 映画 ヒーリングっど♥プリキュア ゆめのまちでキュン!っとGoGo!大変身!!（私服デザイン[7]）

## 絵本
- ニャニがニャンだー ニャンダーかめん（文：ぼるぼっくす、講談社）※上北双子の名義
- サラダ十勇士トマトマン（文：笹川ひろし、ポプラ社／学研）※上北双子の名義
- 魔法のプリンセス・マリィ（文：丸尾美保子、偕成社）※上北双子の名義
  - おてんば魔女はアイドル志願
  - 霊感少女にご用心!
  - 星ふる夜のゆうれい事件
- せかいめいさくアニメえほん2 - シンデレラ（文：梯有子、河出書房新社）
- せかいめいさくアニメえほん6 - にんぎょひめ（文：薬師夕馬、河出書房新社）
- せかいめいさくアニメえほん9 - しらゆきひめ（文：薬師夕馬、河出書房新社）
- せかいめいさくアニメえほん15 - ねむりひめ（文・絵：上北ふたご、河出書房新社）
- せかいめいさくアニメえほん21 - びじょとやじゅう（文：ボーモン夫人、河出書房新社）
- せかいめいさくアニメえほん25 - かぐやひめ（文：「竹取物語」より、河出書房新社）

## 画集
- Precure Collection Illustration Book（「プリキュアコレクション」全12巻を購入したプレゼント）
- 上北ふたご オールプリキュアイラスト集 Futago Kamikita×All Precure（講談社、2016年3月15日第1刷発行＜3月17日発売[8][9]＞）ISBN 978-4-06-364982-6
- 上北ふたご オールプリキュアイラスト集2 Futago Kamikita×All Precure（講談社、2019年3月13日第1刷発行＜3月13日発売[10]＞）ISBN 978-4-06-515135-8
- 上北ふたご プリキュア20周年記念イラスト集 Futago Kamikita×All Precure（講談社、2023年8月1日第1刷発行＜8月3日発売[11]＞）ISBN 978-4-06-532819-4

## シールブック
- スイートプリキュア♪ シール＆いろぬり＆まんが まるごと1冊ブック!（講談社、2011年3月3日第1刷発行＜3月1日発売[12]＞）ISBN 978-4-06-364853-9
- スイートプリキュア♪ シール＆いろぬり＆まんが まるごと1冊ブック! 2（講談社、2011年5月19日第1刷発行＜5月17日発売[13]＞）ISBN 978-4-06-389561-2
- スマイルプリキュア! オールカラーおはなしブック! シールつき!（講談社、2012年2月20日第1刷発行＜2月18日発売[14]＞）ISBN 978-4-06-364885-0
- 上北ふたごのきせかえシールブック ティンクルプリンセス（河出書房新社、2015年11月30日初版発行＜12月2日発売[15]＞）ISBN 978-4-309-68035-4
- 上北ふたごのきせかえシールブック ハピネスプリンセス（河出書房新社、2015年11月30日初版発行＜12月2日発売[16]＞）ISBN 978-4-309-68036-1

## その他
- カードファイト!! ヴァンガード（デザインワークス）
- SKET DANCE（漫画イラスト）
- もへぇ、修行中（漫画・挿絵）
- 夜桜四重奏（第5話エンドカード、笹川ひろしと共同）
- BEM（第9話エンドカード）